# Sofie Lippert Troelsen
Sofie Lippert Troelsen (født 20. december 1995 i København) er en dansk politiker.
Siden Folketingsvalget 2022 har hun været medlem af Folketinget for SF valgt i Østjyllands Storkreds. Hun var landsforkvinde for SF Ungdom fra 2019 til 2021 og tidligere kandidat til Aarhus Byråd.

## Baggrund
Lippert er opvokset i Åbyhøj i Aarhus, og blev student fra Århus Statsgymnasium i 2015.Hun har en bachelor i matematik med samfundsfag fra Aarhus Universitet.

## Politiske karriere
Lippert blev valgt som forkvinde for SF Ungdom i 2019. Ved Kommunalvalget 2017 fik hun 688 personlige stemmer i Aarhus Kommune.
Sofie Lippert har to gange som landsforkvinde for SFU deltaget ved Politikens DM i debat og i 2020 blev hun kåret som vinder af DM i debat.
Til folketingsvalget 1. november 2022 blev hun valgt til Folketinget med 2.338 personlige stemmer i Østjyllands storkreds.